# Бурёбоф (район Рудаки)
Бурёбо́ф (тадж. Бӯрёбоф) — село в районе Рудаки Республики Таджикистан. Входит в состав джамоата (сельской общины) Сарикишти района Рудаки.
Находится недалеко от г. Душанбе, на расстоянии 16 км от райцентра (пгт. Сомониён) и 2 км от центра общины (село Махмадшои-Боло).
Население — 1526 чел. (2017).